# Rainer Fischer
Rainer Fischer (* 14. září 1949 Hamburk) je bývalý kanadský zápasník – judista německého původu.

## Sportovní kariéra
Vyrůstal na předměstí Kitchener ve Waterloo. V kanadské mužské reprezentaci se prosazoval od roku 1973 ve střední váze do 80 kg. V roce 1976 startoval na domácích olympijských hrách v Montréalu, kde v úvodním kole po minutě vzdal z důvodu zranění (kiken-gači) souboj s Maďarem Endrem Kissem. Po olympijských hrách se v reprezentaci neprosazoval na úkor Kevina Dohertyho. Po skončení sportovní kariéry se věnoval trenérské práci.

## Výsledky
| Turnaj                  | 1973         | 1974         | 1975         | 1976         |
| Turnaj                  | 24           | 25           | 26           | 27           |
| Turnaj                  | střední váha | střední váha | střední váha | střední váha |
| ----------------------- | ------------ | ------------ | ------------ | ------------ |
| Olympijské hry          |              |              |              | úč.          |
| Mistrovství světa       | úč.          |              | úč.          |              |
| Panamerické hry         |              |              | 1.           |              |
| Panamerické mistrovství |              | 3.           |              | —            |